# さぬき市立造田小学校
さぬき市立造田小学校（さぬきしりつ　ぞうた　しょうがっこう）は、香川県さぬき市造田是弘にある公立小学校。

## 概要
さぬき市のJR 高徳線 造田駅の西側に位置する小学校である。

## 歴史

### 沿革
- 1872年　学制により造田小学校として、熊山(現在地)に創立[1]
- 1877年　通学不便のため諏訪学校（乙井）、琢磨学校（野間田）、造田学校（是弘）、石井学校（宮西）に分離
- 1886年　是弘簡易小学校、神前尋常分教場（石井）とし、諏訪、琢磨学校は統合閉鎖
- 1892年　造田村立造田尋常小学校創立、是弘簡易小学校、神前尋常分教場は統合閉鎖
- 1906年　高等科を併設し、造田尋常高等小学校となる
- 1941年　造田村立造田国民学校と改称
- 1947年　新学制により造田村立造田小学校と改称
- 1952年　造田中学校は組合立中学校として移転、校舎は小学校に使用
- 1956年　造田村、長尾町に合併、長尾町立造田小学校となる
- 2002年　5町合併により、さぬき市立造田小学校となる

## 進学先中学校
- さぬき市立長尾中学校

## 交通
- JR 高徳線 造田駅より徒歩5分

## 通学区域
造田、昭和（白羽）